# Macizo del Jura

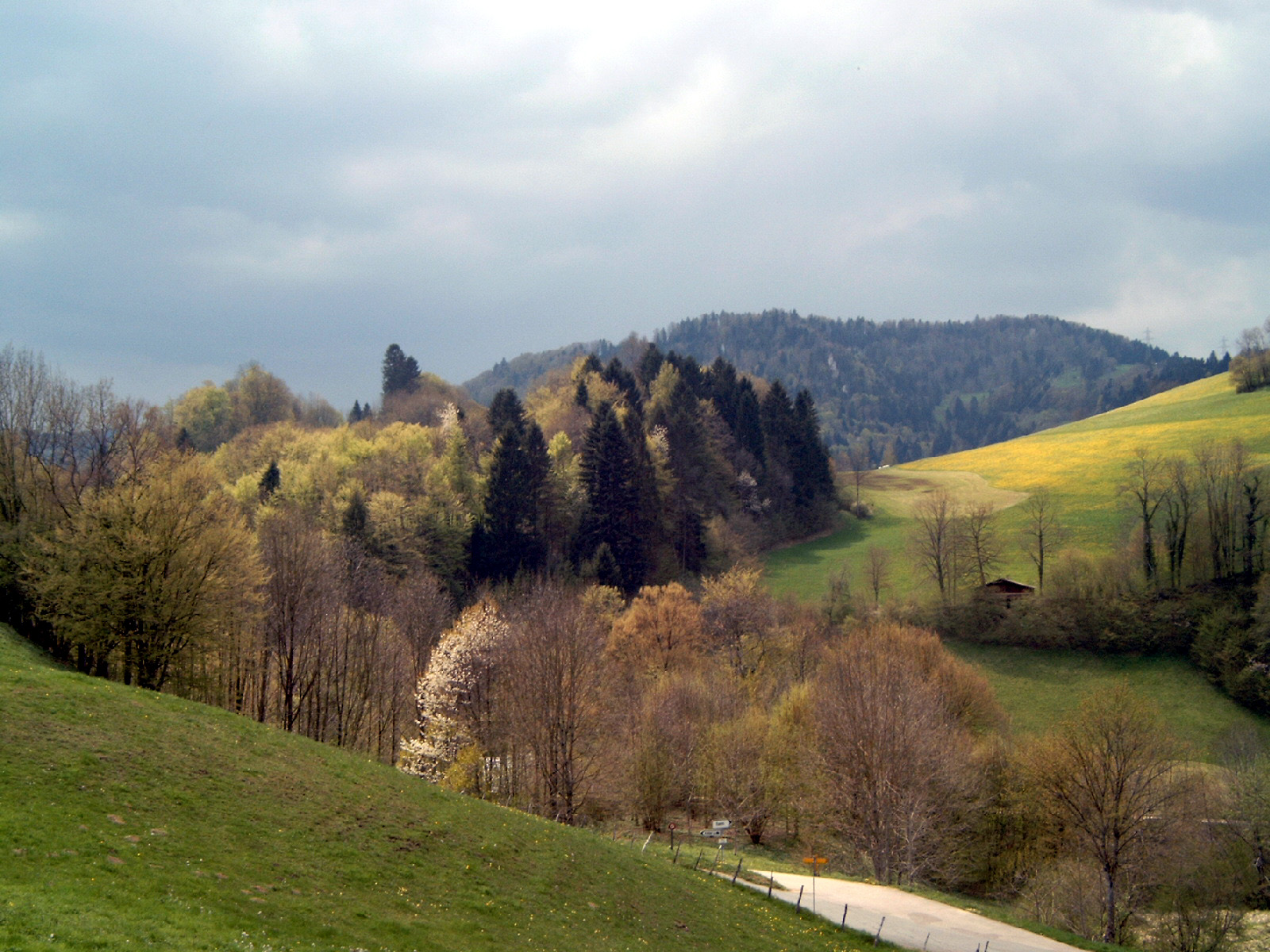
Montmelon. Primavera en Jura.

El macizo del Jura (del francés: Massif du Jura) es una pequeña cadena montañosa cuyo punto más alto alcanza los 1720 m s. n. m. (Crêt de la Neige); está situada al norte de los Alpes. Limita al sur con la cuenca del Ródano y al norte lo limita el Rin y sirve de divisoria de aguas entre ambos ríos. Se extiende siguiendo aproximadamente una dirección suroeste-nordeste. En sentido amplio, abarca territorios de Francia, Suiza y Alemania, pudiendo reconocerse en ella el Jura franco-suizo, el Jura alemán y el Jura de Franconia.

## Nombre
El nombre "Jura" deriva de la raíz celta "jor", que fue latinizada por los romanos como "juris" o "juria", lo que significa bosque (así, "Jura" equivale a montañas boscosas).
La cadena montañosa ha dado su nombre al departamento francés de Jura, al cantón suizo de Jura y a una era célebre de nuestro planeta, el Jurásico. En este periodo se formaron las rocas que conforman sus montañas.
Su nombre es compartido con una cordillera lunar.

## Distribución
En Francia, cubre esencialmente la antigua región del Franco Condado y se extiende a la región Ródano-Alpes, al este del departamento del Ain, donde la cadena alcanza su cumbre en Le Crêt de la Neige. El extremo meridional del Jura francés está en el noroeste del Departamento de Saboya (chaîne de l'Epine et dent du Chat). El extremo norte se halla al sur de Alsacia. Aproximadamente 1600 km² de la cadena están protegidos con el parque natural regional del Alto Jura.
En Suiza, la cadena montañosa abarca la frontera occidental con Francia por los cantones de Basilea, Soleura, Jura, Berna (el llamado Jura bernés, sector norte del cantón), Neuchâtel, Vaud y la frontera con Alemania en el cantón de Schaffhausen. Incluye también el cantón de Basilea-Campiña. El Jura suizo ha estado industrializado desde el siglo XVIII y fue un gran centro de la industria relojera. Por lo tanto, hay ciudades relativamente grandes a muy grandes altitudes, como La Chaux-de-Fonds, Le Locle y Sainte-Croix (célebre por sus cajas de música). Esta zona ha padecido un marcado declive en su población desde alrededor de 1960. El Jura suizo es también una de las tres regiones geográficas que se pueden distinguir en Suiza, siendo las otras dos la meseta suiza y los Alpes suizos.
En Alemania el Jura tiene una altitud inferior, y se extiende hasta Baviera (Jura Bávaro) en las mesetas de Suabia (Jura de Suabia - Schwäbische Alb) y de Franconia (Jura de Franconia - Fränkische Alb). El Jura de Suabia es un macizo que forma la divisoria de aguas entre el Rin y el Danubio. El Jura de Franconia es una altiplanicie con una altitud media de 650 m s. n. m. en forma de arco en sentido suroeste-norte y que va desde el Danubio hasta el Meno.

## Fisiografía
Los montes Jura son una provincia fisiográfica distintiva dentro de la gran división de Tierras Altas europeas centrales.

### Geología

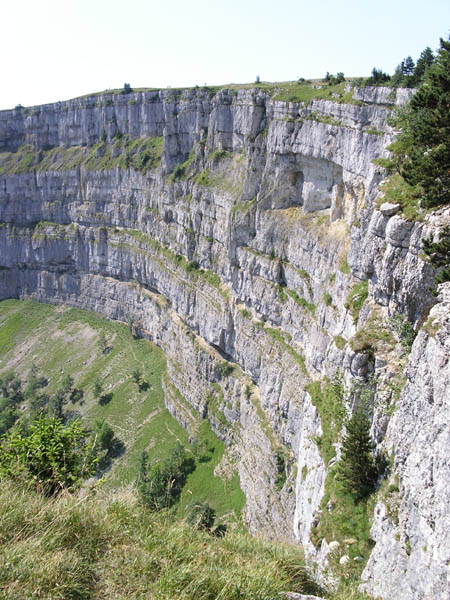
Creux du Van

Geológicamente, se corresponde con calizas jurásicas plegadas por el movimiento alpino. La cadena está construida verticalmente mientras que decrece en tamaño lateralmente (a lo largo de una línea que aproximadamente es noroeste-sureste). Esta deformación está acomodando la compresión del plegamiento alpino conforme el principal frente de la orogenia alpina se mueve aproximadamente hacia el norte. La deformación se hace menos dominante lejos de la construcción de la montaña alpina, más joven y activa.
Los pliegues comprenden tres grandes bandas (unidades litológicas) de construcción datada aproximadamente por era: las partes de Malm, Dogger y Lias, según el período geológico jurásico. Cada era de plegamiento representa efectos de un entorno previamente marino de poca profundidad conforme queda evidenciado por los lechos en particular secuencias carbonatadas, conteniendo abundantes bioclastos y divisiones oolíticas entre capas (llamadas horizontes).
Estructuralmente el Jura está formado por una secuencia de pliegues, relativamente jóvenes y esto se evidencia en que ellos definen la forma del paisaje superpuesto, lo que significa que no han existido suficinte tiempo como para experimentar la erosión y así se evidencia que son montañas jóvenes.
El clima es húmedo. Las mayores alturas están en el sector meridional de la cadena. El pico más alto en la cadena del Jura es Le Crêt de la Neige con 1.720 m s. n. m., aunque previamente se creyó que medía 1.717,6 m s. n. m. Esto puede deberse a los constantes movimientos de empuje hacia arriba de las placas tectónicas que hacen subir la cadena montañosa.
Las montañas del Jura, constituidas por rocas calcáreas, generalmente porosas, no pueden retener el agua en su seno. De tal forma, en el Jura de Vaud, a excepción del Vallée de Joux, es difícil de encontrar el más insignificante manantial o cavar un pozo para abastecerse de agua. Por consiguiente, la región del Jura está escasamente habitada. Las actividades económicas de la región son principalmente la ganadería, al utilizar los ganaderos sus prados como tierra de pastoreo en verano, y la silvicultura. Algunos refugios de pastores, en la parte suiza, han sido reconvertidos en restaurantes típicos.

### Los picos más importantes de esta cadena montañosa
- 1718 m: Crêt de la Neige (Ain, Francia)
- 1717 m: Le Reculet (Ain, Francia)
- 1688 m: Colomby de Gex (Ain, Francia)
- 1679 m: Mont Tendre (Vaud, Suiza)
- 1677 m: La Dôle (Vaud, Suiza)
- 1621 m: Le Grand Crêt d'Eau (Ain, Francia)
- 1607 m: Le Chasseron (Vaud, Suiza)
- 1607 m: Le Chasseral (Berna, Suiza)
- 1483 m: Dent de Vaulion (Vaud, Suiza)

## Turismo

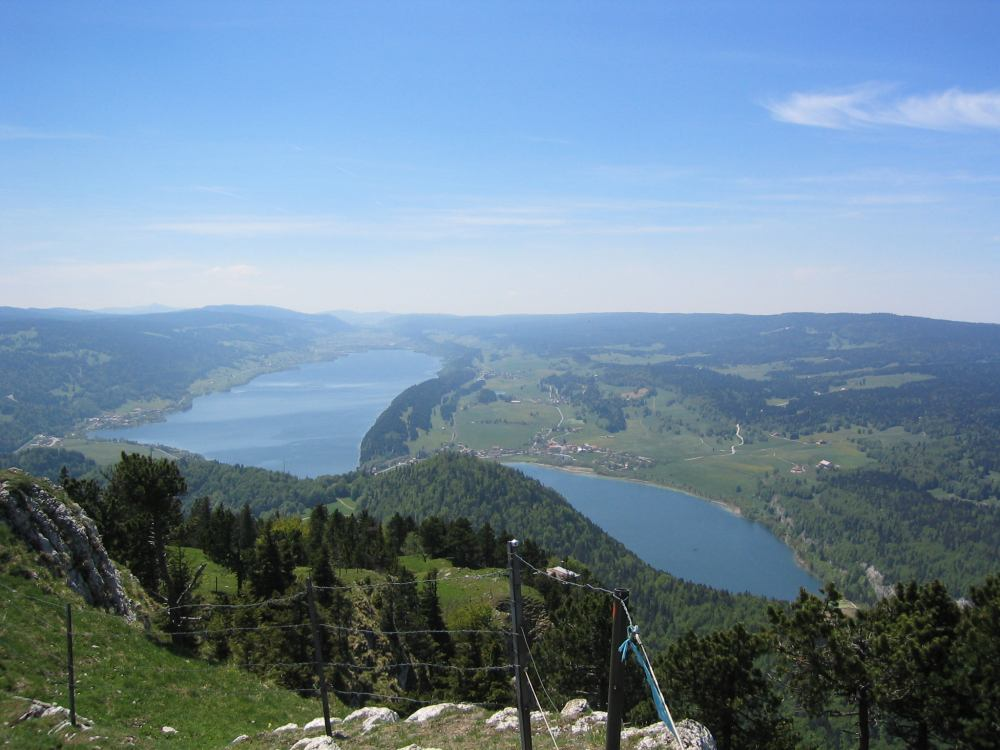
Lac de Joux, el lago más grande de la cadena.

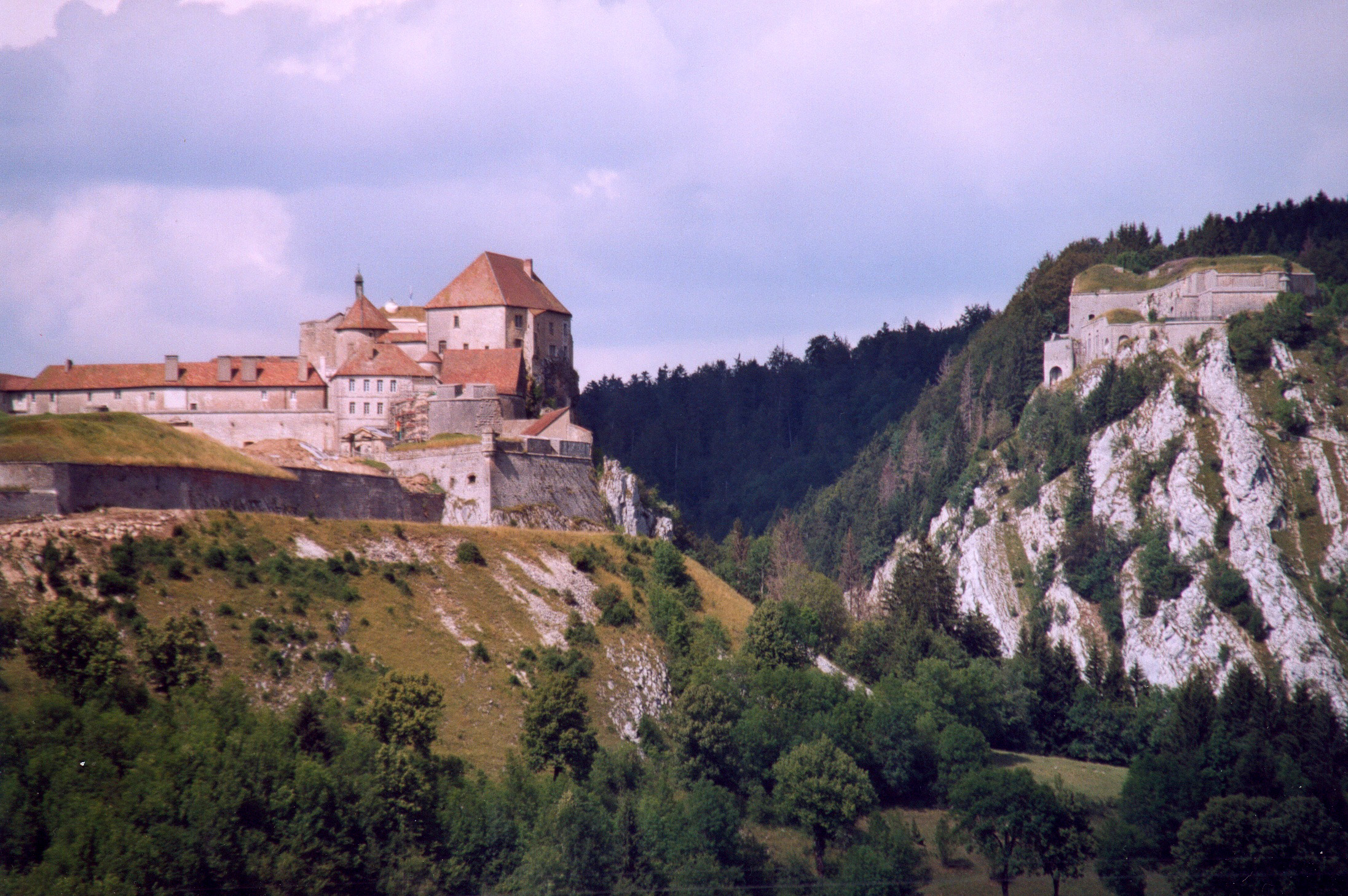
Fort de Joux, un famoso castillo en el Jura francés.

El Jura ofrece una variedad de actividades turísticas como el ciclismo, el senderismo, el esquí alpino y el de travesía. Hay muchos senderos marcados por postes, tales como el camino de la cresta del Jura, una ruta de montaña de 3103 km de longitud.
Las atracciones turísticas incluyen rasgos naturales como el Creux du Van, picos desde los que se tienen vistas como el Chasseral y cuevas como las Grottes de l'Orbe y gargantas como Taubenloch. Para aficionados a los relojes suizos resulta interesante una gira por el «valle de los Relojes» que se extiende por todo el Jura suizo, desde Schaffhausen hasta Ginebra.
Tanto Le Locle como su ciudad hermana geográficamente, La Chaux-de-Fonds, han sido reconocidas ahora como lugares patrimonio de la humanidad de la Unesco, por su pasado horológico y cultural. El Fort de Joux se encuentra en un lugar natural rocoso que hace de él un impresionante monumento y un importante destino turístico.